# Aulacothoracicus
Aulacothoracicus is een geslacht van kevers uit de familie bladkevers (Chrysomelidae).
De wetenschappelijke naam van het geslacht werd in 2006 gepubliceerd door Watts.

## Soorten
- Aulacothoracicus costaricensis Watts, 2006